# Bosarps socken
Bosarps socken i Skåne ingick i Onsjö härad, uppgick 1967 i Eslövs stad och området ingår sedan 1971 i Eslövs kommun och motsvarar från 2016 Bosarps distrikt.
Socknens areal är 28,32  kvadratkilometer varav 28,23 land. År 2000 fanns här 532 invånare. Kyrkbyn Bosarp med sockenkyrkan Bosarps kyrka ligger i socknen. 

## Administrativ historik
Socknen har medeltida ursprung. Tidigt införlivades Öslövs socken.
Vid kommunreformen 1862 övergick socknens ansvar för de kyrkliga frågorna till Bosarps församling och för de borgerliga frågorna bildades Bosarps landskommun. Landskommunen utökades 1952 och uppgick 1967 i Eslövs stad som ombildades 1971 till Eslövs kommun. Församlingen uppgick 2002 i Östra Onsjö församling.
1 januari 2016 inrättades distriktet Bosarp, med samma omfattning som församlingen hade 1999/2000.
Socknen har tillhört län, fögderier, tingslag och domsagor enligt vad som beskrivs i artikeln Onsjö härad. De indelta soldaterna tillhörde Norra skånska infanteriregementet, Frosta kompani och Skånska husarregementet Landskrona Sqvadron, Billesholms kompani.

## Geografi
Bosarps socken ligger norr om Eslöv. Socknen är en odlad slättbygd med viss skog i norr.

## Fornlämningar
Några boplatser från stenåldern är funna.

## Namnet
Namnet skrevs omkring 1350 Bosäthorp och kommer från kyrkbyn. Namnet innehåller mansnamnet Bosi och torp, 'nybygge'..